# رود ساهاما
رود ساهاما رودی است که به رود لائوکا می‌ریزد. این رود از کشور بولیوی می‌گذرد.